# Nowosofijiwka (obwód mikołajowski)
Nowosofijiwka (ukr. Новософіївка) – wieś na Ukrainie, w obwodzie mikołajowskim, w rejonie basztańskim, w hromadzie Horochiwśke. W 2001 liczyła 559 mieszkańców, spośród których 505 wskazało jako ojczysty język ukraiński, 47 rosyjski, 1 mołdawski, 1 bułgarski, 3 białoruski, a 2 inny.